# Martwe zło (film 2013)

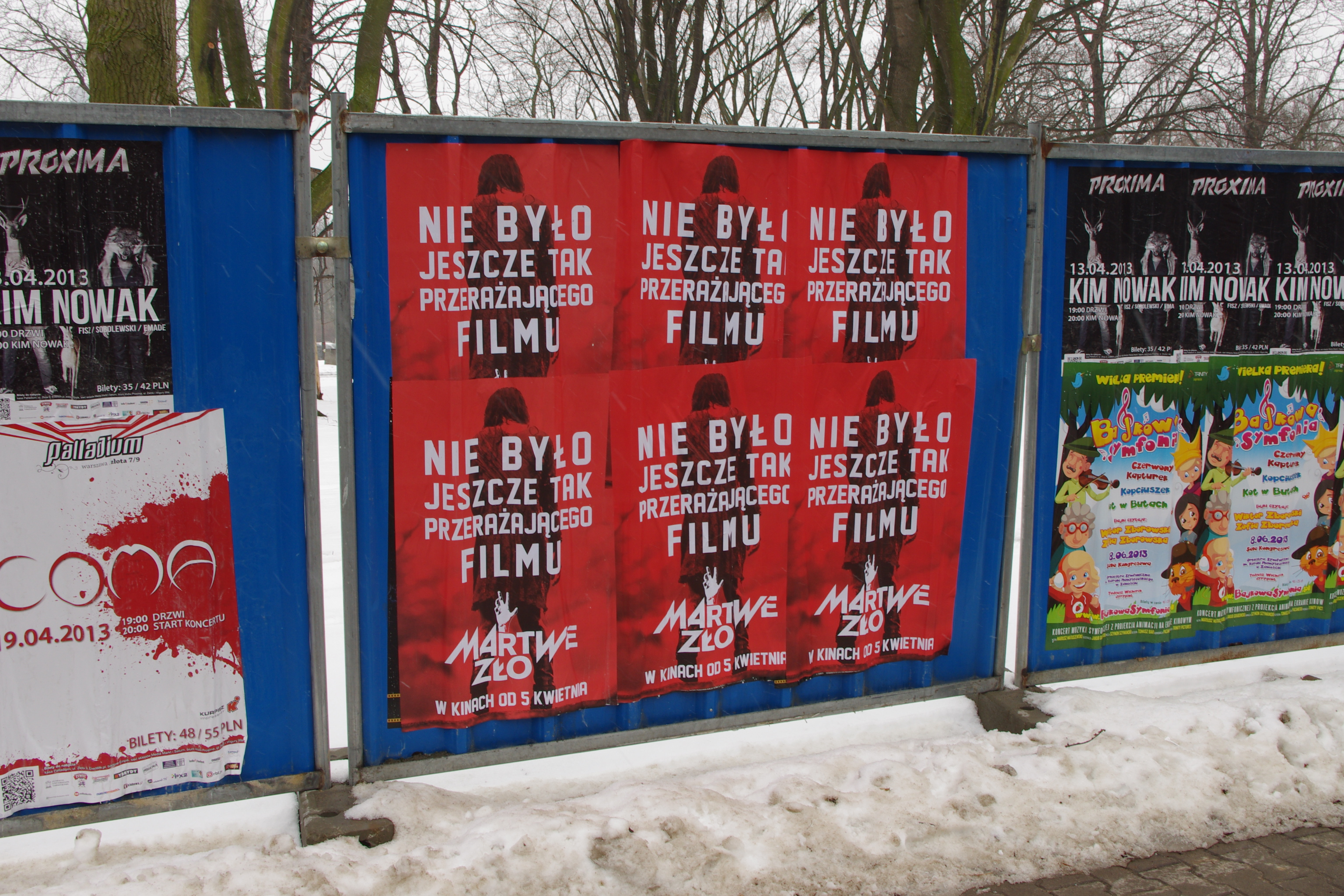
Ogrodzenie Ogrodu Krasińskich w Warszawie podczas rewitalizacji. Widoczny plakat filmu „Martwe zło” (2013)

Martwe zło (ang. The Evil Dead) – film amerykański z gatunku horroru z 2013, będący remakiem filmu o tym samym tytule z 1981. W przeciwieństwie do poprzednich części serii, gdzie główną rolę grał Bruce Campbell, wcielając się w Ashleya J. „Asha” Williamsa, główną bohaterką filmu jest dziewczyna, Mia, grana przez Jane Levy.
Film według scenariusza i w reżyserii Fede Alvareza, będący remake kultowego horroru z lat 80–XX wieku, pt. Martwe zło, będący czwartym filmem z serii, a jednocześnie pierwszym nie w reżyserii twórcy kultowej serii Sama Raimiego. Film został wyprodukowany przez Raimiego, Bruce'a Campbella (odtwórca głównej roli we wszystkich trzech poprzednich ekranizacjach) i Roberta G. Taperta. Film miał swoją światową premierę na Festiwalu South by Southwest (SXSW) w Austin, w dniu 8 marca 2013 r.

## Fabuła
Główna bohaterka Mia (Jane Levy), jej brat i trójka przyjaciół, wyjeżdżają na weekend do znajdującego się w leśnej głuszy opuszczonego domku. Młodzi ludzie odnajdują tam tajemniczą księgę Necronomicon, po otwarciu której budzą i przyzywają demony uśpione w otaczającym ich lesie. Demony opanowują kolejno ciała młodych bohaterów, a ci zmuszeni są do walki o przetrwanie.